# 10,5-cm-leichte Feldhaubitze 16
Die 10,5-cm-leichte Feldhaubitze 16 war ein leichtes Feldgeschütz. Sie wurde vom deutschen Heer im Ersten Weltkrieg eingesetzt, von der Reichswehr übernommen und teilweise auch noch von der deutschen Wehrmacht im Zweiten Weltkrieg verwendet.

## Erprobung und Vorserie
Spätestens nachdem die Einführung der s.F.H.13 mit einer Schussweite von 8,5 km befohlen worden war, war klar, dass die 10,5-cm-leichte Feldhaubitze 98/09 hinsichtlich ihrer Schussweite den an eine moderne Feldhaubitze zu stellenden Anforderungen nicht mehr genügte. Im Frühjahr 1914 erging daher von der Artillerieprüfungskommission an die Firmen Krupp und Rheinmetall die Aufforderung, ein Nachfolgemodell zu entwickeln, das bei gleichem Kaliber eine Schussweite von mindestens 7,5 km und ein maximales Gewicht von 2,1 Tonnen in Fahrstellung und 1,2 Tonnen in Feuerstellung aufweisen sollte. Bevor dies indessen geschehen konnte, brach der Krieg aus, und es erwies sich, dass die lFH 98/09 zwar eine sehr brauchbare Waffe war, jedoch eine zu geringe Schussweite hatte. Also wurde Anfang des Jahres 1915 von der Obersten Heeresleitung eine hochrangige Besprechung mit den Vertretern der Firmen Krupp und Rheinmetall in Charleville angesetzt, bei der die eigene Artillerieausrüstung Thema war. Unter den Teilnehmern war für das Unternehmen Rheinmetall der Chefkonstrukteur für Artilleriematerial, Abteilungsdirektor Karl Böller.
Bei Rheinmetall beschloss man, insbesondere bei der Lafettenkonstruktion so weit möglich auf die in Produktion befindlichen Teile der l.F.H. 98/09 zurückzugreifen, um so den Aufwand bei der Produktionsumstellung so gering wie möglich zu halten: Berechnungen hatten ergeben, dass die ältere Lafette stabil genug war, auch ein erheblich längeres Rohr aufzunehmen. Gleichzeitig wurde für die Waffe auf die Erkenntnisse aus der Entwicklung und Fertigung der 10,5-cm-Haubitzkanone L/22 zurückgegriffen: Entscheidende Änderung gegenüber der l.F.H. 98/09 war die Verlängerung des Rohrs von Kaliberlänge L/11,9 auf L/22. Eine mit l.F.H.16 ausgestattete Versuchsbatterie war im Sommer 1916 fertig und wurde an der Front erprobt und bewährte sich gut.

## Technische Beschreibung
Als Verschluss wurde zunächst der Leitwellverschluss der l.F.H.98/09 beibehalten, später verwendete man aus Fertigungsgründen einen Schubkurbelverschluss. Gegenüber der l.F.H.98/09 waren Lafette, Pivotlager und Pivotzapfen, Zahnbogen und äußere Höhenrichtwelle verstärkt. Gleiches galt für die Vorhol- und Ausgleichsfedern. Mit einer Schussweite von 8400 m regulär (und von 9700 m mit C-Geschoss und 9. Ladung) war das Geschütz bei seiner Einführung eine sehr moderne Konstruktion. Das Gewicht von 1380 kg in der ursprünglichen Ausführung war für die Bewegung im Gelände nicht zu hoch.
Als im Laufe des Jahres 1917 das C-Geschoss eingeführt wurde, traten vermehrt mit der 9. Ladung Hülsen- und Verschlussklemmungen ein. Dies galt insbesondere, wenn der Laderaum bereits ausgeschossen war. Die Ursache lag unter anderem darin, dass man wegen Rohstoffmangels Stahl- statt Messinghülsen verwenden musste. Man versuchte den Mangel zu beheben, indem man den Gebrauch des C-Geschosses auf große Entfernungen beschränkte und bestimmte, dass die 9. Ladung nur in dringenden Fällen auf lohnende Ziele angewendet werden durfte.

## Munition
Wie bei der lFH 98/09 gab es die dort aufgeführte Granat- und Schrapnellmunition. Daneben gab es als Gasgranaten:
- Grünkreuz: Die Granaten enthielten Phosgen, Diphosgen und Chlorpikrin
- Gelbkreuz: Die Granaten enthielten S-Lost und N-Lost, das auch als Senfgas bezeichnet wurde
- Blaukreuz: Die Granaten enthielten Diphenylarsinchlorid, einen Rachenreizstoff.

1917 wurde ein aerodynamisch günstiger geformtes Geschoss, das sogenannte „C-Geschoss“ eingeführt, durch dessen Verwendung die Schussweite auf 9.700 m gesteigert werden konnte.

## Verwendung im Ersten Weltkrieg
Nach Abschluss der Erprobungen lief noch im Sommer bis Herbst 1916 die Produktion der l.F.H. 16 an. Neben Rheinmetall beteiligten sich die staatliche Geschützgießerei in Spandau, ferner die Firmen Henschel in Kassel, Hanomag in Hannover, Borsig in Berlin, Hartmann in Chemnitz, Thyssen in Hamborn und Bochumer Verein an der Produktion der l.F.H.16 als Nachfolgegeschütz der l.F.H. 98/09. Lediglich Krupp baute ein eigenes Geschütz, die 10,5-cm-leichte Feldhaubitze Krupp. Wie viele l.F.H. 16 exakt gefertigt wurden, ist nicht genau ermittelbar, da in den vorliegenden Statistiken nur die monatliche Produktion aller Feldhaubitzen zusammen (l.F.H.98/09, l.F.H.16 und l.F.H. Krupp) angegeben sind. Unterstellt man, dass von den von September bis Dezember 1916 gebauten rund 500 Feldhaubitzen etwa die Hälfte l.F.H. 16 waren,
- so haben wir für 1916: 250 Stück
- 1917 wurden an Feldhaubitzen insgesamt gebaut: rund 4.600 Stück
- von Januar bis Ende Oktober 1918 wurden insgesamt gebaut: rund 9.300 Stück,[8]
- und schätzt man Nov.1918 bis Anfang 1919 Fertigstellung restlicher 500 Stück (oder mehr)
- so ergeben sich insgesamt 14.650 Stück.

Hiervon sind 720 l.F.H. Krupp abzuziehen, sodass rund 14.000 von Herbst 1916 bis Anfang 1919 gefertigte l.F.H.16 verbleiben.
Nach der Stärke-Nachweisung für die Feldartillerie vom Nov. 1917 betrug die Stärke einer Feldhaubitz-Batterie auf dem westlichen Kriegsschauplatz 6 Offiziere (1 Batterieführer u. 5 Leutnants), 20 Unteroffiziere (dav. 3 Trompeter, 1 Fahnenschmied, 1 San-Uffz.) und 114 Mannschaften, an Fahrzeugen 4 Geschütze (sechsspännig), 1 Beobachtungswagen (sechsspännig), 7 vierspännige Fahrzeuge: 4 Munitions-, 1 Vorrats-, 1 Futter- und 1 Lebensmittelwagen; ferner eine zweispännige kleine Feldküche. Einschließlich Reit- und Vorratspferden hatte die Batterie 90 Pferde. Die Munitionswagen beim Ostheer wurden der schlechten Wegeverhältnisse wegen sechsspännig gefahren, die Batterie hatte daher 10 Pferde mehr.
Jede Infanterie-Division hatte ab spätestens Anfang 1917 nach der Kriegsgliederung eine Abteilung zu je 3 Batterien leichter Feldhaubitzen (sowie zwei Abteilungen Feldkanonen), wobei die ältere l.F.H. 98/09 vor allem beim Westheer ständig durch die neu zulaufenden l.F.H. 16 ersetzt wurde. Bei Kriegsende waren 751 Batterien mit l.F.H. 16 ausgerüstet, woraus sich ein Bestand von 3004 l.F.H. 16 beim Feldheer errechnet.

## Vergleichbare Geschütze anderer Staaten
- Die bei der russischen Armee 1909 bzw. 1910 eingeführte 122-mm-Haubitze M1909 bzw. M1910 hatte in Feuer- wie auch in Fahrstellung etwa das gleiche Gewicht, ihre Schussweite war aber mit 7,5 km erheblich geringer. Die russische l.F.H. war allerdings nicht Teil der Divisions-, sondern der Korpsartillerie.
- Die 1917 eingeführte britische QF 4,5-Zoll-Haubitze Mk.II wog etwa 100 kg mehr als die l.F.H. 16, hatte aber auch nur eine Höchstschussweite von 7,5 km. Das Geschossgewicht war etwa gleich groß wie das der l.F.H.16, trotz größeren Kalibers war also die Wirkung im Ziel etwa die gleiche.
- Österreich-Ungarn führte 1915 eine neue Feldhaubitze, die 10-cm-Feldhaubitze M. 14 ein.[12] Dieses sehr moderne Feldgeschütz entsprach mit seinem Gewicht in Feuer- und Fahrstellung etwa der deutschen l.F.H. 16, hatte aber ein etwas geringeres Kaliber, die Granate entfaltete daher geringere Wirkung im Ziel. Die Höchstschussweite war mit 8 km geringer als die der l.F.H.16. Vorteil des österreichischen Geschützes war die Rohrgleichheit mit der 10 cm M16 Gebirgshaubitze.
- Andere Staaten im Ersten Weltkrieg (insbesondere Frankreich und die USA) hatten keine leichten Feldhaubitzen aus eigener Produktion.

Angesichts dieses Vergleiches kann man daher die l.F.H.16 mit Fug und Recht als beste leichte Feldhaubitze des Ersten Weltkrieges betrachten, ein Urteil, das auch mehrfach von in- und ausländischen Fachleuten bestätigt wurde.

## Einsatz bei der Reichswehr
Die 1916 eingeführte Feldhaubitze wurde nach dem Ende des Ersten Weltkriegs in die Reichswehr der Weimarer Republik übernommen. Der Friedensvertrag von Versailles bzw. seine Ausführungsbestimmungen gestattete eine Höchstzahl von 84 l.F.H.16, gegliedert in 21 Batterien. Die 2., 5. und 8. Batterie eines jeden der 7 erlaubten Artillerie-Regimenter war mit l.F.H. 16 ausgestattet. Insgesamt durften pro Geschütz 800 Schuss Munition bereitgehalten werden – ein Vorrat, der im Kriegsfalle in maximal einer Woche aufgebraucht gewesen wäre. Feldgeschütze mit einem Kaliber von über 10,5 cm waren verboten. Das Halten einer „Reserve“ von 1/50 der vorgenannten Geschütze, hier also 1 bis 2 l.F.H.16, war ebenfalls erlaubt (Art. 168 des Vertragswerks).
Die Batterie hatte als Sollstärke 6 Offiziere, 25 Unteroffiziere und 94 Mann, 34 Reit- und 58 Zugpferde, 13 sechsspännige Fahrzeuge (4 Geschütze, 8 Munitionswagen, 1 Beobachtungswagen), eine vierspännige große Feldküche, ein zweispänniger leichter Fernsprechwagen.
Angesichts der Tatsache, dass Geschütze vom Kaliber 10,5 cm die schwersten für Deutschland erlaubten Geschütze waren, entschied man Ende 1928, dass das Kaliber 10,5-cm den Schwerpunkt der künftigen Ausstattung der Feldartillerie bilden solle. Dies war die Geburtsstunde für das Nachfolge-Modell der l.F.H. 16, die 10,5-cm-leichte Feldhaubitze 18.

## Einsatz bei der Wehrmacht
Die von den Siegermächten im Versailler Vertrag zugestandenen Höchstgrenzen an Waffen wurden allerdings in Deutschland in allen Fällen erheblich überschritten, indem man versteckt vor den Kontrollkommissionen der Siegerstaaten Waffen irgendwo lagerte, um im Falle des Angriffs eines Anrainerstaates weitere Formationen aufstellen und mit Waffen ausrüsten zu können. Die Anzahl dieser „Schwarzbestände“ ist teilweise sehr detailliert überliefert, für die l.F.H.16 wird für 1934 ein Gesamtbestand (einschließlich der 84 „erlaubten“) von 496 Stück angegeben
Allerdings wurden einige Teile an der l.F.H. 16 in dieser Zeit geändert und modernisiert, dadurch stieg das Gewicht in Feuerstellung auf 1525 kg, die Höchstschussweite wird jetzt mit 9.225 m angegeben. Bis zur Einführung der leichten Feldhaubitze 18 ab dem Jahr 1935 war die leichte Feldhaubitze 16 das Standardgeschütz der Divisionsartillerie mit vier Geschützen je Batterie.
Bei Kriegsausbruch wurde die Artillerie der 20 Divisionen der 3. Aufstellungswelle meist noch mit l.F.H.16 ausgestattet, weil die neuere l.F.H.18 noch nicht in genügender Anzahl zur Verfügung stand. Bis zu Beginn des Russlandfeldzuges im Juni 1941 war dieser Mangel behoben, dafür waren jetzt die Anfang 1941 neu aufgestellten 8 Infanterie-Divisionen 14. Welle (die alle im Westen Sicherungs- und Besatzungsaufgaben wahrnahmen) mit l.F.H. 16 ausgestattet. Es wird im englischen Schrifttum die These vertreten, dass später die Geschütze auch in den Batterien des Küstenschutzes verwendet worden und dort bis Kriegsende im Einsatz geblieben seien. Dies kann indessen anhand deutscher Quellen nicht nachvollzogen werden: Eine Aufstellung vom März 1944 nennt 8337 im Küstenschutz eingesetzte Geschütze, indessen darunter keine einzige l.F.H.16. Allerdings nahmen die mit der l.F.H.16 ausgestatteten Divisionen der 14. Welle seit ihrer Aufstellung 1941 im Wesentlichen Besatzungsaufgaben im französisch-belgischen Raum wahr, dazu gehörte auch die Abwehr alliierter Landungsversuche: So mag die britische These vom Küstenschutz entstanden sein. Die Geschütze dürften daher spätestens in der zweiten Kriegshälfte aus den Beständen der Fronttruppen ausgeschieden und allenfalls noch beim Ersatzheer zu Ausbildungszwecken verwendet worden sein.

## Varianten

### 10,5 cm l.F.H.16 auf Gw Mk.VI 736(e)
Die im Rheinland aufgestellte 227.ID war eine Division der 3. Welle, deren Artillerie-Regiment (AR) Nr. 227 mit l.F.H.16 ausgestattet war. Batteriechef der 12. Batterie dieses Regiments war der 1899 in Krefeld geborene Hauptmann d.Res. Alfred Becker, promovierter Maschinenbau-Ingenieur, im Zivilberuf Mitarbeiter der Fa. Volkmann & Co. in Krefeld. Noch während des Westfeldzuges konnte Becker mit Hilfe der Unteroffiziere und Mannschaften seiner Batterie einen Teil der im AR 227 befindlichen lFH 16 auf Kettenfahrgestelle von erbeuteten britischen leichten Panzern Light Tank Mk VI aufmontieren. Die Fahrzeuge liefen unter der deutschen Bezeichnung Gw Mk.VI 736 (e), hierbei steht „Gw“ für „Geschützwagen“, VI als Kürzel für die englische Bezeichnung „Mark VI“, 736 ist die Kennnummer fremden Geräts, (e) steht für „englisch“.
Mit Wirkung vom 7. Juni 1940 wurde mit Hilfe dieser Waffen eine überplanmäßige V. Abteilung des AR 227 aufgestellt, bestehend aus einer 1. Sturmgeschütz-Batterie / AR 227 (15. Batterie) mit 12 der GW VI 736 (e) mit den 10,5-cm-leFH und 6 Fahrzeuge GW VI 736 (e) mit 15-cm-sFH 13. Die so ausgerüstete Abteilung kam am 16. Oktober 1941 zur 22. Panzer-Division.

### 10,5 cm l.F.H.16 auf Gw FCM 737(f)
Becker, mittlerweile zum Major befördert, wurde 1942 vom Frontdienst freigestellt, nachdem er als Spezialist für den Umbau erbeuteter Panzer zu Selbstfahrlafetten für Geschütze galt.
Unter anderem wurden auf Beckers Veranlassung 48 französische Kampfpanzer FCM 36 im Jahr 1943 zu Selbstfahrlafetten für die l.F.H.16 umgebaut, nach anderer Quelle nur 12 Stück oder 24 Stück. Letztere Zahl scheint realistischer: Vom Panzer FCM wurden nur 100 insgesamt von den Franzosen gebaut, von denen ein gewisser Anteil in den Kämpfen im Mai/Juni 1940 irreparabel zerstört worden sein dürfte, und neben Selbstfahrlafetten für lFH 16 sollen weitere mit 7,5-cm-Pak 40 bestückt worden sein. Die Rohre dieser mittlerweile altehrwürdigen Geschütze erhielten hierbei die Mündungsbremsen der lFH 18, um den Rückstoß des Geschützes und damit die auf das Fahrwerk einwirkende Kraft zu verringern. Die offizielle Bezeichnung lautete lFH 16 auf Gw FCM 737(f). Die Fahrzeuge wurden in der verstärkten Sturmgeschütz-Abteilung 200 zusammengefasst. Bei Oswald finden wir die Behauptung, statt der lFH 16 seien Rohre der lFH 18 verwendet worden. Indessen fehlen auf allen Photos die für die lFH 18 typischen Rohrbremszylinder oberhalb des Rohres, sodass diese Behauptung offenbar irrig ist.

## Einsatz in anderen Armeen

### Bulgarien
Bulgarien als Verbündeter des Deutschen Reiches erhielt im Verlaufe des Ersten Weltkrieges eine unbekannt Anzahl von lFH 16, schätzungsweise zwischen 50 und 100 Stück. Diese blieben noch bis nach dem Zweiten Weltkrieg in den Arsenalen der bulgarischen Armee, erhielten aber zum Schluss statt der Holzspeichenräder Scheibenräder aus Stahl, da Holzspeichenräder für die beim motorisierten Zug auftretenden höheren Geschwindigkeiten ungeeignet sind.

### Türkei
Ebenso lieferte das Deutsche Reich eine unbekannte Anzahl lFH 16 an die Türkei als weiteren Bundesgenossen. Auch die türkischen Geschütze erhielten nach 1945 stählerne Scheibenräder.

### Belgien
Aufgrund des Versailler Friedensvertrages war Deutschland verpflichtet, alle Geschütze bis auf ganz wenige der Reichswehr zugestandene entweder zu verschrotten oder auszuliefern. Auf diese Weise erhielt Belgien eine auf etwa 200 Stück zu schätzende Anzahl, die unter der Bezeichnung Obusier de 105 GP eingeführt wurden. Jede Infanteriedivision des belgischen Heeres erhielt neben Feldkanonen eine Abteilung von 12 Obusier de 105 GP. Die Geschütze für die zwei Ardennenjäger-Divisionen hatten motorisierten Zug und wurden daher mit Stahlscheibenrädern und Luftbereifung modernisiert. Im Rahmen des Westfeldzuges wurden viele dieser Haubitzen wieder von deutschen Truppen erbeutet und, soweit noch brauchbar, unter der Bezeichnung 10,5 cm Feldhaubitze 327 (b) in der Wehrmacht weiterverwendet.

### Litauen
Bei der Räumung des Baltikums 1919 ließen die deutschen Truppen einige Geschütze zurück. Auf diese Weise mag Litauen in den Besitz unter anderem von lFH 16 gelangt sein. 1939 verfügte Litauen über 4 Artillerie-Regimenter zu je 2 Bataillonen, in jedem Bataillon eine Batterie zu 4 Haubitzen mit 10,5 cm Kaliber. Danach hätte also Litauen mit Reserve- und Übungsgeschützen etwa 40 leichte Feldhaubitzen besessen. Allerdings gibt zumindest Niehorster an, es habe sich bei den Haubitzen der litauischen Armee nicht um deutsche, sondern um französische Geschütze der Fa. Schneider-Creusot gehandelt. Alles litauische Heeresgut fiel 1940 bei der Annexion Litauens durch die Russen in sowjetische Hände. Über die Weiterverwendung ist nichts bekannt.

### Polen
Der Staat Polen entstand 1918/19 unter anderem auf dem Gebiet der bis dahin deutschen Provinzen Westpreußen und Posen. Wir können mit Sicherheit davon ausgehen, dass es in den in diesen Gebieten gelegenen Kasernen, Artilleriedepots und Truppenübungsplätzen etliche lFH 16 gab, die im Chaos des Zusammenbruches des Deutschen Reiches 1918 in polnische Hände fielen. Ebenso gehörten zu den neuen Staatsbürgern Polens etliche an der lFH16 ausgebildete Soldaten. Kosar führt daher Polen als einen der Staaten an, in denen nach dem 1. Weltkrieg die lFH 16 weiterverwendet wurde. Andererseits findet sich nirgendwo in der Literatur über die Artillerie-Ausrüstung des polnischen Heeres ein Hinweis auf die lFH 16: Das polnische Heer soll 1939 als Standardgeschütz vielmehr die österreichische 10cm-Feldhaubitze M.14 geführt haben.

### USA
Die US-amerikanischen Truppen erbeuteten 1918 zahlreiche lFH 16. Sie testeten in den 1920er Jahren diese wohl beste Feldhaubitze des Ersten Weltkrieges ausgiebig, führten sie jedoch im amerikanischen Heer nicht ein. Andererseits stand das Geschütz Pate bei der Entwicklung der US-amerikanischen 105-mm-Feldhaubitze M-2A1.

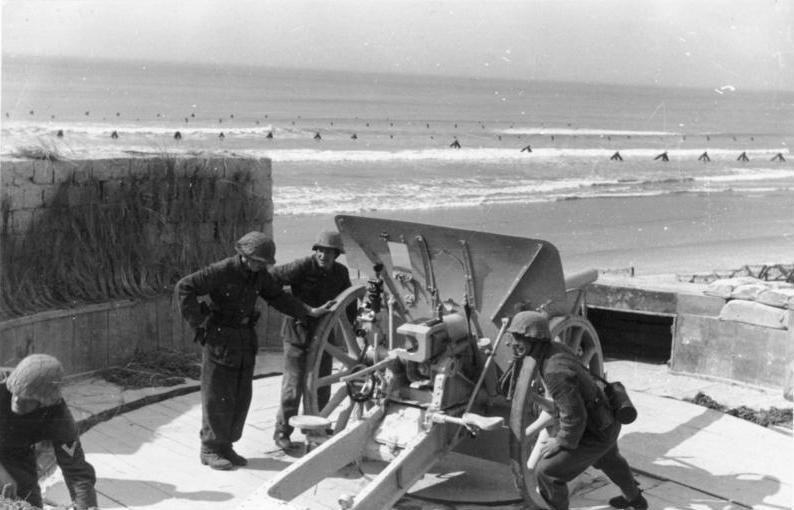
10,5 cm lFH 16 am Atlantikwall
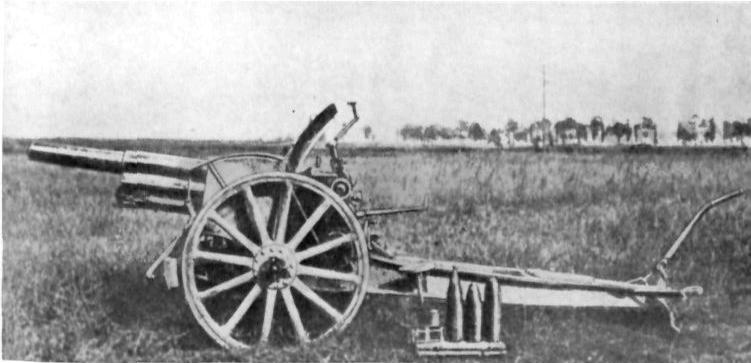
10,5-cm-leichte Feldhaubitze 16 mit Munition